# Bruton
Pour les articles homonymes, voir Bruton (homonymie).
Bruton est une petite ville anglaise du Somerset. Située vers 19 km sud-ouest de Frome, Bruton est identifiée dans le Domesday Book de 1086 comme Briuuetone. Le nom vient de la rivière Brue, qui traverse la ville de l'est en ouest de sa source à Brewham. La ville a une population de 2 907 habitants en 2014, et une communauté focalisée sur la rue principale.

## Géographie
Située dans une combe, la ville a été soumise aux inondations, particulièrement en 1917. Récemment, une digue était modifiée pour faire face à des crues centennales.

## Transport
La ville a une gare avec des services habituels à Yeovil, Weymouth et Bath.

## Éducation
Il y a trois collèges dans la ville : Sexey's School (en) qui est un collège d'état, Bruton School for Girls, et King's School, mais aussi une école primaire et une école Steiner-Waldorf.

## Commerce
Dans la rue principale, il y a quelques restaurants qui proposent des cuisines chinoises aussi bien que biologiques. Il existe aussi, trois pubs : The Castle, The Sun, et The Blue Ball.